# Chambre des représentants (Égypte)
Pour les autres articles nationaux ou selon les autres juridictions, voir Chambre des représentants.
Assemblée du peuple
Bâtiment de la Chambre des représentants
La Chambre des représentants (en arabe : مجلس النواب (Maglis al-Nowaab)) est la chambre basse du parlement de l'Égypte depuis la promulgation de la Constitution de 2012.

## Historique
La Chambre des représentants, instituée par la Constitution de 2012, remplace l'Assemblée du peuple d'Égypte. La Chambre des représentants a été, de 2012 à 2014 et depuis 2019, la chambre basse du parlement bicaméral égyptien.
De 2014 à 2019, sous la Constitution de 2014 et l'abolition du Conseil consultatif, elle est devenue l'unique chambre parlementaire de l'Égypte.
Le 30 août 2015, ses premières élections sont fixées pour se dérouler en deux étapes, du 17 octobre au 2 décembre 2015.
Le 13 février 2016, le président égyptien,  Abdel Fattah al-Sissi transmet solennellement le pouvoir législatif à la Chambre des représentants issue des législatives de la fin de l'année précédente.
En février 2019, après la création du Sénat, la Chambre des représentants redevient la chambre basse du parlement.

## Système électoral
La Chambre des représentants est composée de 596 députés renouvelés tous les cinq ans, dont 284 au scrutin majoritaire plurinominal à deux tours dans 143 circonscription électorale auxquels se rajoutent 284 autres élus au scrutin proportionnel plurinominal avec listes fermées dans quatre circonscriptions dont deux de 100 sièges et deux autres de 42, basées sur les limites des 27 gouvernorats du pays. Ces sièges de listes sont éventuellement répartis de manière à respecter un quota de 25 % de femmes à la chambre s'il n'est pas déjà atteint. Enfin, 28 députés sont nommés par le Président de la république,.
Avant 2020, la répartition des 568 députés élus était de 448 au scrutin majoritaire, et 120 au scrutin de liste.